# Нанино, Джованни Бернардино
Джованни Бернардино Нанино (итал. Giovanni Bernardino Nanino; ок. 1560, Валлерано — 21 мая 1618, Валлерано) — итальянский композитор позднего Возрождения и раннего барокко, представитель римской школы, преподаватель музыки и пения, младший брат более влиятельного композитора Джованни Мария Нанино.

## Биография
Джованни Бернардино Нанино родился в 1560 году или чуть раньше в городке Валлерано на севере Лацио. Начал своё музыкальное образование мальчиком-сопрано в валлеранском соборе, как и его старший брат Джованни Мария Нанино. Манфредо Манфреди передаёт, между другими сведениями, что в Валлерано родилась будущая жена композитора, Маддалена, и первые их дети.
С мая 1585 до октября 1586 года был капельмейстером братства Сантиссима-Тринита-дей-Пеллегрини (Confraternita della SS. Trinità dei Pellegrini)]], затем с теми же обязанностями перешёл в римскую церковь Санта-Мария-дей-Монти. С 1591 до 1608 года был капельмейстером другой римской церкви — Сан-Луиджи-дей-Франчези, заменив на этой должности брата Джованни Мария, перешедшего в папский хор. Два брата жили вместе в доме, который принадлежал церкви, и большую часть своего времени тратили на обучение мальчиков из хора. В это время Нанино был связан с кардиналом Монтальто, богатым и влиятельным покровителем искусства и музыки, и, возможно, служил ему как учитель, композитор и архивариус в его церкви Сан-Лоренцо-ин-Дамазо.
С 1608 года работал в музыкальной капелле церкви Сан-Лоренцо-ин-Дамазо. В частности, по контракту, заключённому с конгрегацией Сан-Луиджи и подкреплённым присягой («ita promitto», собственноручная подпись) Нанино должен был выполнять обязанности капельмейстера и преподавателя музыкальной школы для мальчиков, изучающих пение и композицию. В его обязанности входило также размещение в собственном доме и содержание вместе с собственной семьёй маленьких учеников, как правило четырёх особ. Затраты на одежду, лечение и учебные материалы, как и приобретения книг, аспидных досок («cartelle»), чернил, перьев и прочего, осуществлялись за счёт церкви. Под учительством Нанино выросли выдающиеся композиторы римской школы, среди которых Грегорио и Доменико Аллегри, Антонио Чифра, Доменико Массенцио, Винченцо Уголини и Паоло Агостини, который стал его зятем.
В 1614 году был соавтором произведения брата Джованни Марии Amor pudico.
Умер Нанино 21 мая 1618 года и был похоронен в церкви Сан-Витторе-Мартира в Валлерано.

## Стиль
Музыка Нанино восьмидесятых и девяностых годов написана в консервативной манере, с предотвращением экспериментальных тенденций брата и Луки Маренцио и приданием фону преимущества использования техники и выразительного стиля таких более ранних римских композиторов, как Джованни Пьерлуиджи да Палестрина.
Примерно после 1610 года он применял в своих сакральных работах технику basso continuo — вряд ли консервативная тенденция, — знаменательно, что его брат никогда этого не делал.
Большинство его ранних произведений светские (например, мадригалы), но после 1610 года, после смерти брата, он опубликовал также несколько книг мотетов. Существует мнение, что Нанино, сочиняя музыку в том же формате, что и брат, умышленно выбирал противоположные стилистические средства, а после смерти последнего быстро перенял современный прогрессивный стиль, используя его в создании музыки в тех же формах, что и его брат, выразительные средства которого стали уже более консервативными.

## Произведения

### Сакральные
- Motecta , 2-4vv Рим, 1610;
- Motecta, liber secundus, 1-5vv, bc, Рим, 1611;
- Motecta, liber tertius, 1-5vv, bc, Рим, 1612;
- Motecta, liber quartus, 1-5vv, bc, Рим, 1618;
- Salmi vespertini, Рим, 1620;
- Venite exultemus, 3vv, bc, Ассизи, 1620;
- Laetatus sum, 8vv, bc;
- 10 mottetti, salmi, antifone;
- другие сакральные произведения.

### Светские
- Первая книга мадригалов на 5 голосов (Il primo libro de madrigali a 5 voci), Венеция, 1588;
- Вторая книга мадригалов на 5 голосов (Il secondo libro de madrigali, 5vv), Венеция, 1599;
- Третья книга мадригалов на 5 голосов (Il terzo libro de madrigali, 5vv), Рим, 1612;
- 7 мадригалов, на 5 голосов 1586, 1587, 1589, 1592, 1598, 1599, 1607, 3 madrigali 1-3vv, 1595, 1621.